# 小林竜樹 (俳優)
小林 リュージュ（旧芸名 小林 竜樹、こばやし りゅうじゅ、1989年5月30日 - ）は、日本の男性俳優。神奈川県出身。鈍牛倶楽部に所属していた。身長178cm。体重57kg。

## 来歴・人物
- 中学までは北海道の学校で寮生活をしていたが、高校に入ってから東京へ移り、洋画を頻繁に観るようになったことがきっかけで、英語での芝居に憧れを抱く。その後、両親に頼み込んでオーストラリアで3年間留学。その時の経験がきっかけで、プロの役者を志す。[1] コマーシャル、プロモーションビデオの出演を経て、2011年に『恋の罪』で映画デビュー。
- 趣味は、映画鑑賞、読書、旅、カメラ、絵画。特技は、英会話[2]。好きな俳優はアル・パチーノ、緒形拳。
- 俳優の柄本時生や女優の夏帆とは高校時代からの友人関係。夏帆に好意を抱き、愛の告白をしたものの回答を保留され、恋愛関係にまで発展することはなかった[3][4]。

## 出演

### 映画
- 恋の罪（2011年、園子温監督） - カオル 役
- 秘愛（2013年、野口照夫監督）
- こっぱみじん（2014年、田尻裕司監督） - 瀬戸隆太 役
- ジョーカー・ゲーム（2015年、入江悠監督）
- 愛の小さな歴史（2015年、中川龍太郎監督） - 倉本英輔 役
- 結城家の眠り（2015年、今野恭成監督）
- 走れ、絶望に追いつかれない速さで（2016年、中川龍太郎監督） - 薫役
- 二重生活（2016年、岸善幸監督）
- 眼球の夢（2016年、佐藤寿保監督） - 夏目祐一 役
- 何者（2016年、三浦大輔監督） - 烏丸銀次 役
- 劇場版ほんとうにあった怖い話（2016年、今野恭成監督）
- 愚行録（2017年、石川慶監督）
- 半端（2017年、いまおかしんじ監督）
- 菊とギロチン（2018年、瀬々敬久監督）- 田中勇之進 役
- 検察側の罪人（2018年、原田眞人監督）
- 青の帰り道（2018年、藤井道人監督）
- 真っ赤な星（2018年、井樫彩監督）
- 横須賀綺譚（2019年、大塚信一監督） - 主演・戸田春樹 役
- 東京バタフライ（2020年、佐近圭太郎監督） - 主演・修 役
- 偽りのないhappy end（2021年12月17日、松尾大輔監督) - タカシ 役
- 二人静か（2023年11月4日、坂本礼監督）[5][6]
- 見知らぬ人の痛み（2024年4月19日、天野大地監督）[7]
- 若武者（2024年5月24日、二ノ宮隆太郎監督） - 悠太 役[8]
- 心平、（2024年8月17日、山城達郎監督） - 一平 役[9]
- 恋脳Experiment（2025年2月14日、岡田詩歌監督）[10]

### テレビドラマ
- カンブリアン ウォーズ（2012年2月18日、NHK BSプレミアム） - ニシムラ 役
- クローバー（2012年4月 - 6月、テレビ東京） - 秋山 光 役
- 遺留捜査 第2シリーズ 第2話（2012年7月26日、テレビ朝日） - 岸田紀行 役
- 金曜プレステージ「十津川刑事の肖像6 銚子電鉄六・四キロの追跡」（2012年9月7日、フジテレビ） - 井畑徹 役
- 水曜ミステリー9「鑑識特捜班・九条礼子〜骨を知る女〜2 凶器消滅! 遺骨なき連続殺人」（2012年10月3日、テレビ東京） - 松田慎吾 役
- 銀河鉄道の夜（2013年、NHK BSプレミアム）
- 植物男子ベランダー（2014年、NHK BSプレミアム） - 立花 役
  - 植物男子ベランダー SEASON2（2015年、NHK BSプレミアム） - 立花 役
  - 植物男子ベランダー 俺のウィンタースペシャル（2015年、NHK BSプレミアム） - 立花 役
  - 植物男子ベランダー SEASON3（2016年、NHK BSプレミアム） - 立花悟 役
- 最強のオンナ（2014年10月5日、TBS）
- 五つ星ツーリスト〜最高の旅、ご案内します!!〜 第8話（2015年2月26日、読売テレビ） - 西村 役
- コウノドリ 第1話（2015年10月16日、TBS)
- BARレモン・ハート 第5話（2015年11月2日、BSフジ） - 出口 役
- 闇金ウシジマくん season3 第3話（2016年、TBS)
- 吉祥寺だけが住みたい街ですか? 第９話（2016年、TX)
- 精霊の守り人新シリーズ 悲しき破壊神 第1話（2017年、NHK)
- 浄夜〜詩人・広瀬大志のアレゴリーとして〜 （2017年、BSスカパー!)-主演
- 青の時代名曲ドラマシリーズモーニング娘。LOVEマシーン（2017年、NHK BSプレミアム）
- 奥様は、取り扱い注意 第5話（2017年、NTV)
- デッドストック〜未知への挑戦〜（2017年） ‐ 柏木拓哉
- I"s アイズ （2018年、BSスカパー!)
- 特捜9第5話（2019年、EX） ‐ 三河晋
- 絶対正義 （2019年、CX)
- 虫籠の錠前 （2019年、WOWOW)
- 悪党〜加害者追跡調査〜第１話 （2019年、WOWOW)
- コタローは1人暮らし 第6話（2021年5月29日、テレビ朝日） - ナオト 役
- ボイスⅡ 110緊急指令室 第8話（2021年9月11日、日本テレビ） - 佐藤雅弘 役
- ゴシップ#彼女が知りたい本当の○○ 第7話（2022年2月17日、フジテレビ）- 倉吉 役
- 大病院占拠（2023年1月14日 - 、日本テレビ）第1、2、3話 - 清掃員 役

### Webドラマ
- タブー〜秘密の恋〜 （2013年、BeeTV）
- 会社は学校じゃねぇんだよ （2018、Abema TV)

### 舞台
- モダンスイマーズ「嗚呼いま、だから愛。」（2018年、東京芸術劇場／蓬莱竜太作・演出）
- ロ字ック第十二回公演「滅びの国」　（2018年、本多劇場／山田佳奈作・演出）
- シブヤから遠く離れて　（2016年、Bunkamuraシアターコクーン／岩松了作・演出）
- 宅悦とお岩〜四谷怪談のそのシーンのために〜　（2014年、下北沢駅前劇場／岩松了作・演出）
- カスケード〜やがて時がくれば〜　（2011年、下北沢駅前劇場／岩松了作・演出）
- SUKIYAKI（2011年、たんじだいご演出）
- TAAC「静かにしないで」（2024年、シアター711／タカイアキフミ作・演出）[11]

### CM
- 花王「リセッシュアロマチャージ」（2011年）
- アルパイン「カーナビ」（2010年）
- 明治「乳酸菌」（2013年）
- HTC「『J ONE』遅刻の言い訳 デート篇」（2013年）
- 日清フーズ「ママ―早ゆでスパゲティ『進化するおいしさ』篇」（2014年）
- 大和証券「『ロンリーウルフ』港町篇」（2015年）
- ネスレ「ネスカフェアンバサダー」（2015年）
- NTT docomo「dヒッツ　はじまりの歌篇」（2015年）
- NTT docomo「dヒッツ　ぼくらのテッパン篇」（2015年）
- NTT docomo「dヒッツ　意外な出会い篇」（2015年）
- いろはす（2016年）
- ARUHI（2017年）
- 明治「明治チョコレート事業」（2017年）
- MJS「ミロク情報サービス」（2017年）
- NTTドコモ「AIエージェントが描く新しい未来」（2017年）
- ケンタッキー「『美味しい笑顔の合言葉』篇」（2018年）

### PV
- 369+加賀美セイラ「I LOVE YOU」（2009年）
- Alyssa Reid「Running Guns」（2013年）
- 東京スカパラダイスオーケストラ「爆音ラブソング」（2015年）
- 東京スカパラダイスオーケストラ「めくったオレンジ」（2015年）
- OKAMOTO'S「OPERA」TEASER MOVIE （2015年）
- OKAMOTO'S「Beautiful Days」（2015年）